# Jan Láho
Jan Láho (22. dubna 1738, Radvaň – 21. listopadu 1790) byl slovenský luterský duchovní působící v Čechách.

## Život
Od roku 1767 působil jako učitel na šlechtické škole v Ožďanech, pak jako farář v Brzotíně. Po vydání tolerančního patentu přišel 28. května 1782 jako první luterský pastor do Čech. Téhož roku vydal v Praze katechismus Vejtah některých hlavných otázek a odpovědí z učení křesťanského pro obecný lid evangelický v Čechách. Působil ve sboru v Krucemburku (Křížové). V letech 1784-1785 zastával úřad prvního superintendenta české evangelické církve a. v. V roce 1784 na audienci v Jihlavě žádal císaře Josefa II., aby zrušil placení štólových poplatků katolickým kněžím a podporoval superintendenty ze státních prostředků. V září 1785 ukončil svou službu v Čechách a odešel zpět do Uher.